# Shawan (Tacheng)
| Uigurische Bezeichnung          | Uigurische Bezeichnung |
| ------------------------------- | ---------------------- |
| Arabisch-Persisch (Kona Yeziⱪ): | ساۋەن ناھىيىسى         |
| Lateinisch (Yengi Yeziⱪ):       | Sawən Naⱨiyisi         |
| Chinesische Bezeichnung         |                        |
| Kurzzeichen:                    | 沙湾市                 |
| Umschrift in Pinyin:            | Shāwān Xiàn            |

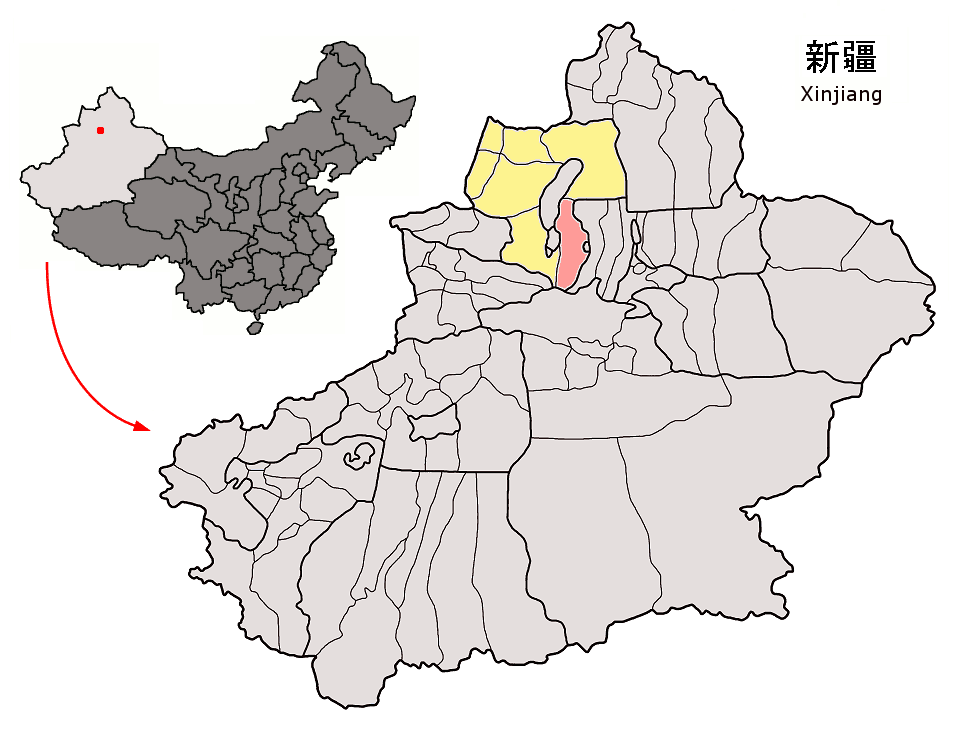
Lage des Kreises Shawan (rosa) im Regierungsbezirk Tacheng (gelb)

Der Kreis Shawan ist ein Kreis des Regierungsbezirks Tacheng im Autonomen Gebiet Xinjiang in der Volksrepublik China. Sein Hauptort ist die Großgemeinde Sandaohezi (三道河子镇). Die Fläche beträgt 12.460 Quadratkilometer und die Einwohnerzahl 365.196 (Stand: Zensus 2010). 1999 zählte Shawan 195.285 Einwohner.